# Разминирование Дуная (1944—1948)
Разминирование Дуная — совместная операция по разминированию русла реки Дунай (от устья до Вены), начатая в 1944 году и продолжавшаяся до 1948 года, в которой участвовали военно-морские силы СССР, Румынии, Болгарии и Югославии.

## Предшествующие события
В ходе второй мировой войны Дунай являлся важной транспортной артерией стран «оси», функционирование которой имело стратегическое значение, поэтому хотя участок русла проходил вдоль границы с СССР, минирование реки в 1941 году не производилось. После вторжения в СССР летом 1941 года река использовалась для военных перевозок, необходимых для обеспечения войск на восточном фронте.
После начала Великой Отечественной войны корабли и морская авиация Черноморского флота ВМФ СССР заминировали устье Дуная 218 минами.
С начала апреля 1944 года действовавшая с авиабаз в Италии бомбардировочная авиация Средиземноморского командования ВВС Великобритании начала сбрасывать в Дунай морские мины (всего ВВС Великобритании сбросили в Дунай 1382 большие и малые донные магнитные мины, установленные на неизвлекаемость).
В дальнейшем, в минировании реки начала участвовать авиация ВВС США. Движение по реке было нарушено, имели место потери, и для расчистки фарватера немецким военным командованием была создана «Инспекция минно-тральной службы на Дунае» (IMRDD) в Будапеште.
- на Дунай были доставлены четыре трофейных голландских 51,3-тонных тральщика типа RA (заложенных в 1939 году и захваченных немцами после оккупации Голландии в мае 1940 года), из них был сформирован отряд тральщиков.

Осенью 1944 года IMRDD были подчинены немецкая Дунайская флотилия и венгерская Дунайская флотилия; кроме того, для траления неконтактных мин использовались самолёты-тральщики Ju-52MS «Mausi» люфтваффе.
Всего немцы смогли вытралить 550 мин, ещё 72 мины они подняли и разрядили, и ещё 75 мин взорвались сами без внешнего воздействия.
В связи с приближением фронта, летом 1944 года немцы усилили ранее установленные в устье Дуная минные заграждения, в этих минных постановках участвовали все имевшиеся в наличии силы немецкого и румынского военно-морских флотов. Самолёты ВВС СССР несколько раз атаковали корабли, выполнявшие постановки, но сорвать операцию не удалось.
Англо-американские минные постановки на Дунае продолжались до сентября 1944 года, всего здесь были установлены около 2500 мин, при этом наиболее интенсивное минирование производилось в августе и начале сентября 1944 года, что привело к замедлению продвижения советских войск и потерям среди советских военнослужащих.
С конца 1944 до весны 1945 года при отступлении немцы установили в реке 180 магнитных мин (последние из которых были установлены в апреле 1945 года между Пресбургом и Хайнбургом), ещё 50 дрейфующих мин немцы сбросили в Дунай 5-6 мая 1945 года в районе Штоккерау для взрыва построенного советскими войсками понтонного моста у Вены.

## История
24 августа 1944 года корабли советской Дунайской флотилии при поддержке авиации и кораблей Черноморского флота СССР вошли в Килийское гирло Дуная и высадили десант у Вилково, 25 августа 1944 советские бронекатера вошли в Сулинское гирло Дуная, а 26 августа 1944 корабли советской Дунайской флотилии вошли в румынские воды Дуная. Вслед за этим советские корабли начали траление Дуная.
Первоначально, в разминировании реки участвовали корабли советской Дунайской флотилии, в это время базировавшиеся на Измаил (бригада минных тральщиков). Разминирование проходило в тяжёлых условиях: противником и англо-американской авиацией были заминированы труднопроходимые участки русла, навигационные знаки были сознательно уничтожены, не было навигационного оборудования, в русле реки были затоплены плавсредства. Чтобы снизить риск подрыва на электромагнитных минах, все корабли и суда прошли через станции размагничивания, развернутые ВМФ СССР в Галаце, Джурджу и Турну-Северине. В дальнейшем, помощь флоту оказала армейская разведка РККА, доставшая немецкие документы, на основании которых было установлено, что на участке русла от Братиславы до Вены находится почти 300 мин (в том числе, 55 электромагнитных мин).
После перехода Болгарии на сторону Антигитлеровской коалиции (9 сентября 1944 года), с середины сентября 1944 года в разминировании реки принял участие дивизион минных тральщиков военно-морских сил Болгарии (катер-тральщик «Инженер Минчев», катера-тральщики типа МЧК, буксир-тральщик «Васил Левски», буксир-тральщик «Искър», буксир-тральщик «Кирил Попов», буксир-тральщик «Христо Ботев», буксир-тральщик «Цибър», учебное судно «Асен» и др.); кроме того, болгарские лоцманы были направлены на советские корабли и в дальнейшем участвовали в восстановлении лоцманской службы.
Также в разминировании Дуная участвовали военно-морские силы Румынии, при этом в ходе траления русла реки румынские тральщики «Гердап» и «Амургул» подорвались на минах.

## Результаты
В результате операции по разминированию Дуная значение реки как судоходной артерии было полностью восстановлено.
В октябре 1944 года для организации транспортных перевозок по реке было создано Управление начальника передвижения войск в Дунайском бассейне (с апреля 1945 года — Дунайское военно-транспортное управление Центрального управления военных сообщений и народного комиссариата морского флота СССР), а в конце 1944 года по Дунаю начались систематические перевозки грузов.
В общей сложности, с 1944 до завершения разминирования Дуная в 1948 году советская Дунайская флотилия обезвредила и уничтожила свыше 600 морских мин (в том числе, 459 донных неконтактных мин).
6 июля 1945 года 1-я бригада траления советской Дунайской флотилии была награждена орденом Красного Знамени.